# Kendalbulur
Kendalbulur is een bestuurslaag in het regentschap Tulungagung van de provincie Oost-Java, Indonesië. Kendalbulur telt 3434 inwoners (volkstelling 2010).